# 勾儿茶
勾儿茶（学名：Berchemia sinica）为鼠李科勾儿茶属下的一个种。